# Славко Колар
Славко Колар (Палешник код Гарешнице, 1. децембар 1891 – Загреб, 15. септембар 1963) био је југословенски и хрватски књижевник, сценариста и агроном.

## Биографија
Рођен је као Алојзије Вјекослав Колар 1. децембра 1891. године, од оца Стјепана (1863–1910) и мајке Марије Шнидар (1869–1960) из Чазме, у Палешнику код Гарешнице, гдје је као учитељ службовао његов отац.

### Дјетињство и школовање
Готово цијело дјетињство и све распусте проводио је у Чазми, па се зато сматрао Чазманцем. Имао је млађе сестре Наду, Божену и Вјеру, које су умрле као дјеца, те млађег брата Вилка. Прва два разреда основне школе завршио је у Гарешници, након чега се, 1900. године, породица Колар преселила у Чазму, гдје је Славков отац премјештен за равнајућег учитеља (директора) Државне пучке школе. Овдје је Славко завршио 3. и 4. разред основне школе.
Године 1902, након завршенe основне школе, Славко Колар започиње своје средњошколско образовање у бјеловарској гимназији. У Бјеловару је био смјештен код тетке и тетка, подофицира аустроугарске војске, што је и описао у својој приповијеци Компромис (1931). Године 1904. почиње школовање у загребачкој Горњоградској класичној гимназији. Током гимназијског школовања у Загребу, најлошије су му оцјене биле из математике. Због недовољног из математике и историје, те великог интереса за књижевност и писање, Славко Колар пада 6. разред гимназије. У Горњоградској гимназији професори су му били Фердо Шишић, Алберт Базала, Фрањо Дуган, Милан Шеноа, Ђуро Сабо, Бранимир Визнер Ливадић, Бранко Водник и други. Са многима од њих и са многим колегама из разреда остао је пријатељ током цијелог живота. Након што је пао 6. разред, отац га је послао на преодгој у надбискупско сиротиште у Славонској Пожеги. Након тога гимназију наставља у загребачком Надбискупском лицеју. Славков отац умире 1910. године, а Славко матурира 1911. године.
Након завршене гимназије, уписује студије агрономије на Вишој привредној академији (Краљевском вишем господарском училишту) у Крижевцима. Током студија Славко Колар учествује у политичким збивањима тј. у валу демонстрација и штрајкова југословенски оријентисане омладине. У априлу 1912. године упутио се са хрватским академичарима у Београд, како би Бечу и Пешти показали приврженост јужнославенској династији Карађорђевића, те тражећи заштиту од Краљевине Србије у настојањима да се отцијепе од Аустроугарске. Студије је завршио 1913. године.

### Период рада прије Другог свјетског рата
По завршетку студија, од септембра 1913. до септембра 1914. године стаж обавља на пољопривредном добру у Божјаковини код Дугог Села, а потом, до 1915. године, ради у Петрињи. Од 1915. до 1918. ради као члан Комисије за реквизицију жита у Срему и у Славонији. Године 1918. родио му се ванбрачни син Владимир. Славко Колар је од 1919. до 1920. године био на специјализацији у Француској (у Паризу, Малабрију и Монпељеу). Са њим су били Милислав Демерец (касније познати генетичар) и Мирко Корић (агроном и универзитетски професор). Након специјализације, ватио се у земљу и, између два рата, радио као пољопривредни стручњак у различитим пољопривредним школама и пољопривредним добрима, те у другим браншама. Између осталог, радио је као професор у пољопривредној школи у Славонској Пожеги (1920–1922), гдје се први пут и оженио, те у пољопривредној школи у Божјаковини (1922–1924). Од 1925. до 1926. обавља дужност тржишног инспектора у Загребу, а потом ради као трговачки представник једне стране нафтне компаније у Београду, тргујући у Срему, Банату и Бачкој. Године 1926. постављен је за управника државног добра у Горњем Хрушевцу код Велике Горице, гдје се оженио други пут. Године 1929. постављен је за директора Виноградарско-воћарске школе у Петрињи. Године 1932. банским указом бива премјештен у Пољопривредно одјељење Краљевске банске управе Савске бановине, да би 1933. био враћен на старо мјесто у Петрињи. Године 1939, на властити захтјев, премјештен је из Петриње у Славонску Пожегу и именован директором Ратарнице (пољопривредне школе) у овом граду. Исте године, Иван Субашић га је поставио за начелника Одјела за сељачко господарство у банској управи Бановине Хрватске.

### Период рада током Другог свјетског рата
Године 1941. одбија мјесто министра пољопривреде у влади НДХ, па бива постављен за управника пољопривредног добра у Божјаковини. У Божјаковини су често боравили Анте Павелић (Коларов колега из гимназијских дана), те њемачки амбасадор Зигфрид Каше (Siegfried Kasche), којем је импоновало пријатељство са Коларом, који је добро говорио њемачки. Овиме је Славко Колар био на извору информација. Извор за информације о плановима НДХ био му је и домобрански пуковник Иво Клишанић. Године 1942. Колар је информације почео достављати партизанима. Под конспиративним именом Сусед, Колар је обавјештавао партизане Мославине, Калника и Загорја о мјесту и времену одређених војних акција противничке стране, али је НОП опскрбљивао и коњима, лијековима, храном, те другим потрепштинама. У марту 1943. Колар иступа из Друштва хрватских књижевника. Дана 14. септембра 1944. године, након што је разоткривен, отишао је у партизане. Године 1945. Славко Колар је био у ЗАВНОХ-овој Комисији за пољопривреду, а потом шеф Одсјека за задругарство и пољопривредне школе.

### Период рада након Другог свјетског рата
По завршетку Другог свјетског рата, средином јуна 1945. године, Колар се враћа за управника пољопривредног добра у Божјаковини. Године 1948. пензионисан је на властити захтјев, како би се могао бавити књижевним радом. Након пензионисања, настанио се у Загребу.
Списатељским радом почео се бавити још прије Првог свјетског рата – 1910. године. Био је потпредсједник Матице хрватске (1946) и предсједник Друштва књижевника Хрватске (1947–1951). Године 1951. под притиском Мирослава Крлеже поднио је оставку на чланство у Друштву. Осим као писац за одрасле, окушао се и као писац за дјецу. Такође је учесник бројних књижевних вечери широм Југославије.
Поред књижевног рада, Славко Колар се бавио и писањем сценарија. Најуспјешнији је био у драматизацији својих најбољих новела које се постављају на позоришне даске, те се снимају као филмови. Драмско казалиште у Загребу 1956. године извело је Коларову драму из сељачког живота Свога тела господар, а Федор Ханжековић, по сценарију Славка Колара, режира 1957. године и врло успјешан филм Свога тела господар. За овај филм Славко Колар је у Пули добио Златну арену за најбољи сценарио. Осим тога, Славко Колар је написао и низ стручних радова и критичких чланака, био је уредник књижевних часописа, а био је и илустратор.
У чазманском градском парку постављено му је 1969. године спомен-попрсје, рад Стипе Сикирице.
Умро је у Загребу, 15. септембра 1963. године, у 71. години живота. Сахрањен је 18. септембра на загребачком гробљу Мирогој.

### Породични живот
Славко Колар је био жењен и имао је потомство. Године 1918. у Краљевцу на Сутли родио му се ванбрачни син Владимир, којег је добио са Јулијаном Штурам. Владимир је завршио агрономију, а утопио се у ријеци Купи почетком 1940. године, истражујући дивљи свијет. Године 1920, у Славонској Пожеги, Славко Колар се оженио први пут, а супруга му се звала Штефица Нађ Лојен (1900–1924). Други пут, оженио се 1928. године. Био је ожењен Личанком Милком Гроспић у Горњем Хрушевцу код Велике Горице, са којом је подигао посинка Даду.

## Књижевни рад
Прво књижевно дјело које је објавио била је новела из 1910. године Краљева смрт, а објавио ју је у дневном листу Хрватство. Током свог живота Славко Колар је објавио је више од 100 дјела. Писао је приповијетке, новеле, хумореске, фељтоне, драме, књижевне критике и студије, полемичке чланке. Његов књижевни, умјетнички и научни опус обухвата: 47 приповједака, шест позоришних дјела, четири филмска сценарија, један телевизијски сценарио, 12 аутобиографских цртица, 20 критика, чланака и приказа, 10 дјечијих приповједака, осам агрономских стручних радова, те 30 интервјуа, изјава и полемичких прилога. Своја дјела је објављивао у низу листова, као што су Савременик, Република, Људска правица, Књижевне новине, Књижевност, Вјесник у сриједу, Керемпух, Живот, Младост, Пионирски лист, Филмска култура, Радост.
Превођен је на француски, њемачки, талијански, мађарски, чешки, словачки, руски, македонски и словеначки језик.
За свој рад је награђиван, па је тако добио Награду Друштва хрватских књижевника (1928) за приповијетку Бреза, Награду Југославенске академије знаности и умјетности (1932), за приповијетку Свога тијела господар. Једно од признања за властито стваралаштво Славко Колар је добио постхумно, 1964. године, кад су му у 90. књизи легендарне едиције “Пет стољећа хрватске књижевности” штампанe Приповијести и Аутобиографија.
Аутор је филмских сценарија за филмове Опсада (1956) Б. Марјановића, Свога тела господар (1957) Ф. Ханжековића, Јурњава за мотором (1959) Б. Мајера, Бреза (1967) А. Бабаје и друге. Према његовим истоименим новелама снимљене су ТВ драме Политичка вечера (1968) Д. Шварца, Луда кућа (1972) М. Фанелија и Човјек од ријечи (1983) В. Кљаковића.

## Филмографија

### Сценариста
| Год.    | Назив                               | Улога |
| ------- | ----------------------------------- | ----- |
| 1950-те |                                     |       |
| 1956.   | Опсада                              | /     |
| 1957.   | Свога тела господар                 | /     |
| 1959.   | Јурњава за мотором                  | /     |
| 1960-те |                                     |       |
| 1960.   | Погреб Штефа Халачека (кратки филм) | /     |
| 1967.   | Компромис                           | /     |
| 1967.   | Бреза                               | /     |
| 1968.   | Политичка вечера                    | /     |
| 1969.   | Ми смо за правицу                   | /     |
| 1970-те |                                     |       |
| 1972.   | Луда кућа                           | /     |
| 1975.   | Вријеме ратно и поратно             | /     |
| 1975.   | Или јесмо, или нисмо                | /     |
| 1980-те |                                     |       |
| 1984.   | Човјек од ријечи                    | /     |